# Noël Coypel

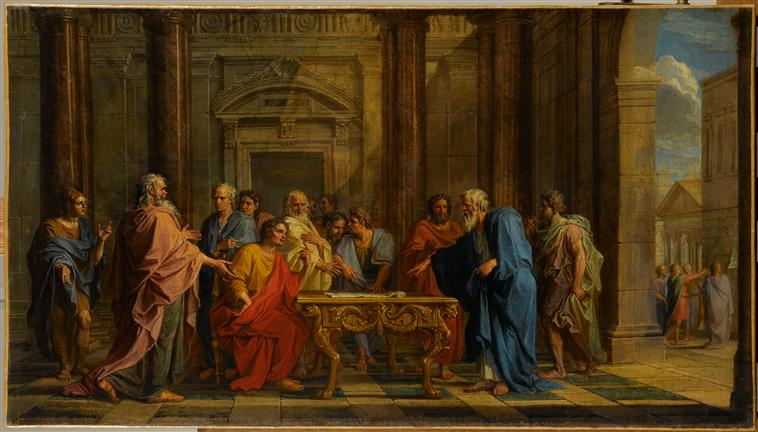
Noël Coypel, Solone che sostiene la Giustizia, Castello di Versailles, 1672

Noël Coypel (Parigi, 25 dicembre 1628 – Parigi, 24 dicembre 1707) è stato un pittore francese, esponente della scuola classica e seguace di Poussin, da cui l'appellativo di Coypel le Poussin.

## Biografia
Figlio di un artista di scarso successo, fu allievo del pittore Noël Quillerier. Si qualificò grazie al lavoro offertogli da Charles Errard per alcune pitture al Louvre e ottenne la sua fama con successivi incarichi al servizio del re. Membro dell'Académie royale de peinture et de sculpture dal 1663 e professore dal 1664, diresse l'Accademia di Francia a Roma dal 1673 al 1675.
Coypel prese parte alle operazioni di decorazione del Castello di Versailles sotto la direzione di Charles Le Brun, del parlamento di Rennes, del Palazzo delle Tuileries e dell'Hôtel des Invalides (1700-1707).
Anche i suoi due figli Antoine e Noël Nicolas, così come il nipote Charles Antoine furono pittori. L'altra figlia, Anne Françoise Coypel (morta nel 1755), sposò invece François Dumont, da cui ebbe come figlio lo scultore Edme Dumont.

## Opere
- Le martyre de St-Jean (Louvre).

## Galleria d'immagini

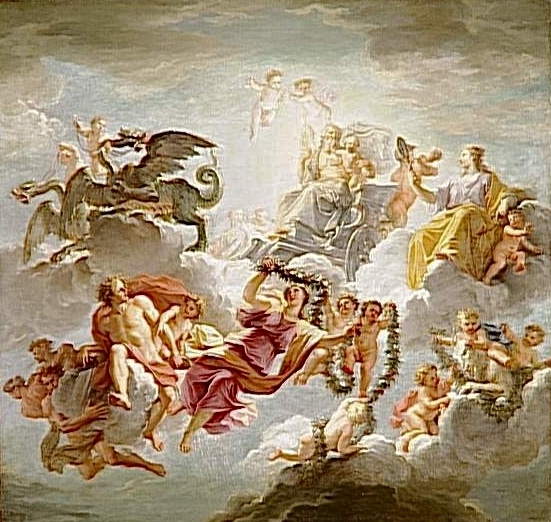
Trionfo di Saturno
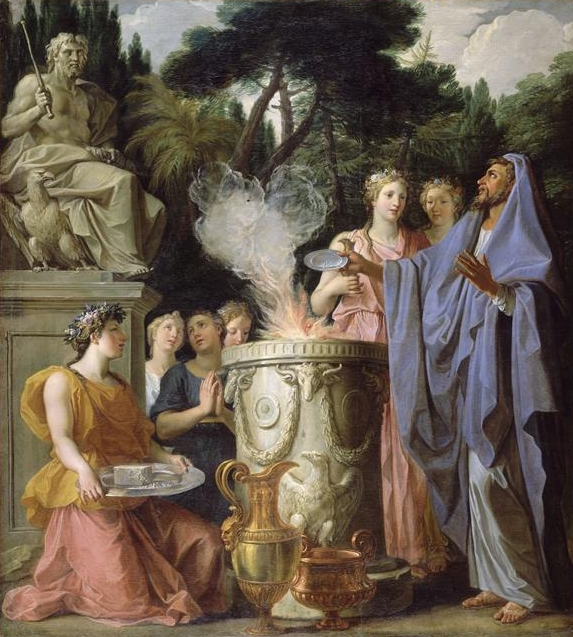
Sacrificio a Giove
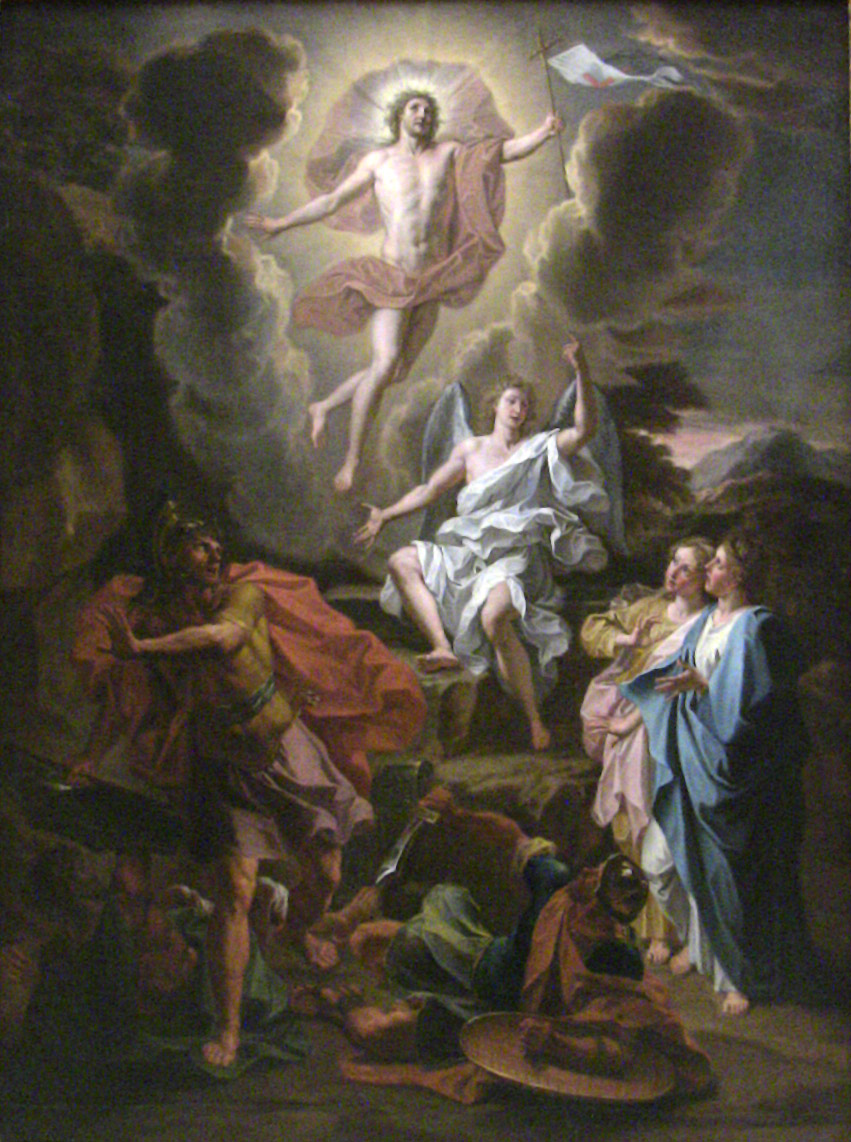
La resurrezione di Cristo